# Baralle
Baralle és un municipi francès situat al departament del Pas de Calais i a la regió dels Alts de França. L'any 2007 tenia 490 habitants.

## Demografia

### Població
El 2007 la població de fet de Baralle era de 490 persones. Hi havia 176 famílies de les quals 48 eren unipersonals (20 homes vivint sols i 28 dones vivint soles), 48 parelles sense fills, 76 parelles amb fills i 4 famílies monoparentals amb fills.
La població ha evolucionat segons el següent gràfic:
Habitants censats

### Habitatges
El 2007 hi havia 198 habitatges, 181 eren l'habitatge principal de la família, 4 eren segones residències i 13 estaven desocupats. 195 eren cases i 1 era un apartament. Dels 181 habitatges principals, 146 estaven ocupats pels seus propietaris, 30 estaven llogats i ocupats pels llogaters i 5 estaven cedits a títol gratuït; 5 tenien dues cambres, 17 en tenien tres, 56 en tenien quatre i 103 en tenien cinc o més. 140 habitatges disposaven pel capbaix d'una plaça de pàrquing. A 77 habitatges hi havia un automòbil i a 81 n'hi havia dos o més.

### Piràmide de població
La piràmide de població per edats i sexe el 2009 era:
| Homes | Edats   | Dones |
| ----- | ------- | ----- |
| 0     | 95 o +  | 0     |
| 0     | 90 a 94 | 0     |
| 0     | 85 a 89 | 4     |
| 0     | 80 a 84 | 8     |
| 4     | 75 a 79 | 12    |
| 24    | 70 a 74 | 4     |
| 4     | 65 a 69 | 20    |
| 4     | 60 a 64 | 4     |
| 8     | 55 a 59 | 4     |
| 8     | 50 a 54 | 4     |
| 24    | 45 a 49 | 20    |
| 20    | 40 a 44 | 36    |
| 32    | 35 a 39 | 8     |
| 8     | 30 a 34 | 24    |
| 20    | 25 a 29 | 12    |
| 4     | 20 a 24 | 24    |
| 4     | 15 a 19 | 24    |
| 20    | 10 a 14 | 24    |
| 16    | 5 a 9   | 16    |
| 12    | 0 a 4   | 16    |

## Economia
El 2007 la població en edat de treballar era de 310 persones, 224 eren actives i 86 eren inactives. De les 224 persones actives 201 estaven ocupades (116 homes i 85 dones) i 23 estaven aturades (10 homes i 13 dones). De les 86 persones inactives 22 estaven jubilades, 32 estaven estudiant i 32 estaven classificades com a «altres inactius».

### Ingressos
El 2009 a Baralle hi havia 184 unitats fiscals que integraven 488 persones, la mediana anual d'ingressos fiscals per persona era de 15.297 €.

### Activitats econòmiques
Dels 16 establiments que hi havia el 2007, 1 era d'una empresa extractiva, 2 d'empreses de construcció, 7 d'empreses de comerç i reparació d'automòbils, 2 d'empreses d'hostatgeria i restauració, 2 d'empreses immobiliàries i 2 d'empreses classificades com a «altres activitats de serveis».
Dels 3 establiments de servei als particulars que hi havia el 2009, 1 era un paleta, 1 electricista i 1 perruqueria.
Dels 4 establiments comercials que hi havia el 2009, 1 era una botiga d'equipament de la llar i 3 floristeries.
L'any 2000 a Baralle hi havia 12 explotacions agrícoles que ocupaven un total de 729 hectàrees.

## Equipaments sanitaris i escolars
El 2009 hi havia una escola elemental integrada dins d'un grup escolar amb les comunes properes formant una escola dispersa.

## Poblacions més properes
El següent diagrama mostra les poblacions més properes.